# Wilhelm David Fuhrmann
Wilhelm David Fuhrmann (auch David Fuhrmann; * 1. Mai 1764 in Soest; † 20. Januar 1838 in Hamm) war ein deutscher reformierter Geistlicher und Schriftsteller.

## Leben
Fuhrmann war Sohn des Schönfärbers Johann David Fuhrmann. Von 1772 bis 1783 absolvierte er das Archigymnasium in Soest. Im Gymnasium erhielt er immer wieder Auszeichnungen für seine guten schulischen Leistungen. 1783 wurde er an der Universität Halle immatrikuliert. Er widmete sich dem Studium der Theologie und zudem der Naturgeschichte, Mathematik, Philosophie und Geschichte. 1786 kehrte er in seine Heimat zurück und bestand das theologische Examen. Der junge Predigeramtskandidat widmete sich weiter dem Studium der Philosophie und Kirchengeschichte. Unter anderem predigte er in Hamm, Lippstadt und Soest, wobei seine Predigten positiv aufgenommen wurden. 1790 wurde ihm, nachdem er auch das zweite Examen bestanden hatte, die Stelle als reformierter Prediger an der Pankratiuskirche in Mark bei Hamm übertragen.
Fuhrmann versuchte, als das Fürstentum Münster und das Fürstentum Paderborn zu Preußen kamen, die Stelle des Bibliothekars der Universität Münster zu erhalten. Durch die Oberpräsidenten Ludwig von Vincke und Heinrich Friedrich Karl vom und zum Stein wurde er ab 1805 stattdessen beauftragt, die Bibliotheken der Klöster von Marienmünster, Dalheim, Abdinghof, Böddeken und Büren sowie des Jesuitenkollegs Paderborn zu sichten und zu katalogisieren. Bereits in dieser Zeit trat er schriftstellerisch in Erscheinung.
Fuhrmann wurde als Nachfolger von Rulemann Friedrich Eylert 1807 reformierter Prediger der Stadt Hamm. Er behielt diese Stelle bis zu seinem Tod. Rufe auf andere Stellen lehnte er sämtlich ab. In Hamm baute er sich eine große private Bibliothek auf.

## Werke (Auswahl)
- Historische Untersuchung über die Begräbnissplätze der Alten, Hendel, Halle 1800.
- Leben und Schicksale, Geist, Charakter und Meynungen des L.V., eines angeblichen Atheisten im siebzehnten Jahrhundert, Grassé, Leipzig 1800.
- Handbuch der classischen Literatur : oder Anleitung zur Kenntniss der Griechischen und Römischen Schriftsteller, ihrer Schriften und der besten Ausgaben und Übersetzungen derselben / von W.D. Fuhrmann, evangelisch-reformirter Prediger zu Hamm, in der Grafschaft Marck. Erschienen bei 
  - Leipzig : Johann-Gottlob Schladebach
  - Halle : neue Societäts- Buch- und Kunsthandlung
  - Rudolstadt : Hof- Buch- und Kunsthandlung
  - Band 1 : Handbuch der Classischen Literatur der Griechen I : oder Anleitung zur Kenntniss der class. Griechischen Schriftsteller, ihrer Schriften und der besten Ausgaben und Übersetzungen derselben. (Leipzig : Johann-Gottlob Schladebach 1804) ÖNB Wien
  - Band 2, 1. Abth. : Handbuch der Classischen Literatur der Griechen II,1 : oder Anleitung zur Kenntniss der Griechischen Classischen Schriftsteller, ihrer Schriften und der besten Ausgaben und Übersetzungen derselben. (Halle : im Verlage der neuen Societäts- Buch- und Kunsthandlung 1807) ÖNB Wien
  - Band 2, 2. Abth. : Handbuch der Classischen Literatur der Griechen II,2 : oder Anleitung zur Kenntniss der Griechischen Classischen Schriftsteller, ihrer Schriften und der besten Ausgaben und Übersetzungen derselben. (Rudolstadt : im Verlage der Hof- Buch- und Kunsthandlung 1808) ÖNB Wien
  - Band 3 : Handbuch der Classischen Literatur der Römer I : oder Anleitung zur Kenntniss der Römischen Classischen Schriftsteller, ihrer Schriften und der besten Ausgaben und Übersetzungen derselben. (Rudolstadt : im Verlage der Hof- Buch- und Kunsthandlung 1809) ÖNB Wien
  - Band 4, 1. Abth. : Handbuch der Classischen Literatur der Römer II,1 : oder Anleitung zur Kenntniss der Römischen Classischen Schriftsteller, ihrer Schriften und der besten Ausgaben und Übersetzungen derselben. (Rudolstadt : im Verlage der Hof- Buch- und Kunsthandlung 1810) ÖNB Wien
  - Band 4, 2. Abth. : Handbuch der Classischen Literatur der Römer II,2 : oder Anleitung zur Kenntniss der Römischen Classiker. (Rudolstadt : im Verlage der Hof- Buch- und Kunsthandlung [1810]) ÖNB Wien
- Neues historisch-biographisches Handwörterbuch, oder kurzgefaßte Geschichte aller Personen, welche sich durch Talente, Tugenden, Erfindungen, Irrthümer, Verbrechen oder irgend eine merkwürdige Handlung von Erschaffung der Welt bis auf gegenwärtige Zeiten einen ausgezeichneten Namen machten, 3 Bände, Baumgärtner, Leipzig 1805–1806.
- Anleitung zur Geschichte der classischen Literatur der Griechen und Römer, Verlag der Hof-Buch und Kunsthandlung, Rudolstadt 1816.
- Handbuch der theologischen Literatur oder Anleitung zur theologischen Bücherkenntniß für Studirende, Candidaten des Predigtamtes und für Stadt- und Landprediger in der protestantischen Kirche, Fleischer, Leipzig 1818.
- Die Weisheit meine Führerin, 2. Auflage, Schultz und Wundermann, Hamm 1821.